# Dixième circonscription de la Moselle
La dixième circonscription de la Moselle était l'une des 10 circonscriptions législatives françaises que comptait le département de la Moselle (57) situé en région Lorraine. 
Elle a été supprimée lors du redécoupage électoral de 2010 entré en vigueur lors des élections législatives de 2012. Son territoire a été intégré à la 8ème circonscription.

## Description géographique et démographique
La dixième circonscription de la Moselle a été créée par le découpage électoral de la loi n°86-1197 du 24 novembre 1986
, elle regroupait les divisions administratives suivantes : 
- Canton d'Algrange
- Canton de Florange
- Canton de Fontoy
- Canton d'Hayange
- Canton de Moyeuvre-Grande.

D'après le recensement général de la population en 1999, réalisé par l'Institut national de la statistique et des études économiques (INSEE), la population de cette circonscription était estimée à 98 907 habitants,.

## Historique des députations
| Législature | Début de mandat | Fin de mandat  | Député               | Parti politique | Observations                                                                          |
| ----------- | --------------- | -------------- | -------------------- | --------------- | ------------------------------------------------------------------------------------- |
| IXe         | 23 juin 1988    | 1er avril 1993 | René Drouin          | PS              |                                                                                       |
| Xe          | 2 avril 1993    | 21 avril 1997  | Alphonse Bourgasser, | UDF,            | Mandat écourté à la suite d'une dissolution parlementaire décidée par Jacques Chirac. |
| XIe         | 12 juin 1997    | 18 juin 2002   | Michel Liebgott,     | PS,             |                                                                                       |
| XIIe        | 19 juin 2002    | 19 juin 2007   | Michel Liebgott,     | PS,             |                                                                                       |
| XIIIe       | 20 juin 2007    | 19 juin 2012   | Michel Liebgott      | PS              |                                                                                       |

## Historique des élections

### Élections de 1988
| Candidat       | Candidat                  | Parti          | Premier tour | Premier tour | Second tour | Second tour |  |
| Candidat       | Candidat                  | Parti          | Voix         | %            | Voix        | %           |  |
| -------------- | ------------------------- | -------------- | ------------ | ------------ | ----------- | ----------- |  |
|                | René Drouin sortant réélu | PS             | 17 123       | 43,33        | 26 698      | 65,15       |  |
|                | Albert Vivarelli          | RPR (URC)      | 9 078        | 22,97        | 14 282      | 34,85       |  |
|                | Angel Filippetti          | PCF            | 7 990        | 20,22        |             |             |  |
|                | Claude Stegner            | FN             | 4 797        | 12,14        |             |             |  |
|                | François Calentier        | POE            | 530          | 1,34         |             |             |  |
|                |                           |                |              |              |             |             |  |
| Inscrits       | Inscrits                  | Inscrits       | 68 366       | 100,00       | 68 356      | 100,00      |  |
| Abstentions    | Abstentions               | Abstentions    | 27 840       | 40,72        | 25 705      | 37,6        |  |
| Votants        | Votants                   | Votants        | 40 526       | 59,28        | 42 651      | 62,4        |  |
| Blancs et nuls | Blancs et nuls            | Blancs et nuls | 1 008        | 2,49         | 1 671       | 3,92        |  |
| Exprimés       | Exprimés                  | Exprimés       | 39 518       | 97,51        | 40 980      | 96,08       |  |

Le suppléant de René Drouin était Roland Marchesin, délégué mineur, adjoint au maire d'Audun-le-Tiche.

### Élections de 1993
| Candidat       | Candidat                 | Parti          | Premier tour | Premier tour | Second tour | Second tour |  |
| Candidat       | Candidat                 | Parti          | Voix         | %            | Voix        | %           |  |
| -------------- | ------------------------ | -------------- | ------------ | ------------ | ----------- | ----------- |  |
|                | Alphonse Bourgasser élu  | app. UDF       | 11 592       | 29,87        | 19 806      | 51,58       |  |
|                | René Drouin sortant      | PS (ADFP)      | 7 149        | 18,42        | 18 592      | 48,42       |  |
|                | Luc Corradi              | PCF            | 6 200        | 15,98        |             |             |  |
|                | Guy Alexandre            | FN             | 5 836        | 15,04        |             |             |  |
|                | Christine Laporte        | LT-LNÉ         | 2 267        | 5,84         |             |             |  |
|                | Michel Dohme             | Divers         | 2 263        | 5,83         |             |             |  |
|                | Jean-Jacques Piezanowski | GÉ (EÉ)        | 2 000        | 5,15         |             |             |  |
|                | Bernard Thierry          | LO             | 1 500        | 3,87         |             |             |  |
|                |                          |                |              |              |             |             |  |
| Inscrits       | Inscrits                 | Inscrits       | 67 763       | 100,00       | 67 757      | 100,00      |  |
| Abstentions    | Abstentions              | Abstentions    | 26 447       | 39,03        | 25 241      | 37,25       |  |
| Votants        | Votants                  | Votants        | 41 316       | 60,97        | 42 516      | 62,75       |  |
| Blancs et nuls | Blancs et nuls           | Blancs et nuls | 2 509        | 6,07         | 4 118       | 9,69        |  |
| Exprimés       | Exprimés                 | Exprimés       | 38 807       | 93,93        | 38 398      | 90,31       |  |

Le suppléant d'Alphonse Bourgasser était Denis Schitz, cadre de la sidérurgie, maire de Tressange, conseiller général du canton de Fontoy.

### Élections de 1997
| Candidat       | Candidat               | Parti          | Premier tour | Premier tour | Second tour | Second tour |  |
| Candidat       | Candidat               | Parti          | Voix         | %            | Voix        | %           |  |
| -------------- | ---------------------- | -------------- | ------------ | ------------ | ----------- | ----------- |  |
|                | Michel Liebgott élu    | PS             | 10 987       | 27,24        | 26 361      | 66,39       |  |
|                | Guy Alexandre          | FN             | 8 869        | 21,99        | 13 343      | 33,61       |  |
|                | Christiane Rolland-May | UDF (PR)       | 6 703        | 16,62        |             |             |  |
|                | Luc Corradi            | diss. PCF      | 4 831        | 11,98        |             |             |  |
|                | Lucien Schaefer        | PCF            | 4 344        | 10,77        |             |             |  |
|                | Bernard Thierry        | LO             | 2 118        | 5,25         |             |             |  |
|                | Patrick Quinqueton     | MDC            | 976          | 2,42         |             |             |  |
|                | Grégoire Kiffer        | LDI (CNIP)     | 780          | 1,93         |             |             |  |
|                | Albert Dal Pozzolo     | PT             | 719          | 1,78         |             |             |  |
|                |                        |                |              |              |             |             |  |
| Inscrits       | Inscrits               | Inscrits       | 66 843       | 100,00       | 66 832      | 100,00      |  |
| Abstentions    | Abstentions            | Abstentions    | 24 115       | 36,08        | 22 627      | 33,86       |  |
| Votants        | Votants                | Votants        | 42 728       | 63,92        | 44 205      | 66,14       |  |
| Blancs et nuls | Blancs et nuls         | Blancs et nuls | 2 401        | 5,62         | 4 501       | 10,18       |  |
| Exprimés       | Exprimés               | Exprimés       | 40 327       | 94,38        | 39 704      | 89,82       |  |

Le suppléant de Michel Liebgott était Michel Paradeis, conseiller général du canton de Florange, maire d'Uckange, instituteur.

### Élections de 2002
| Candidat       | Candidat                      | Parti               | Premier tour | Premier tour | Second tour | Second tour |  |
| Candidat       | Candidat                      | Parti               | Voix         | %            | Voix        | %           |  |
| -------------- | ----------------------------- | ------------------- | ------------ | ------------ | ----------- | ----------- |  |
|                | Michel Liebgott sortant réélu | PS (Les Verts, PRG) | 10 973       | 31,96        | 17 652      | 59,31       |  |
|                | Marie-Louise Kuntz            | UMP                 | 6 094        | 17,75        | 12 109      | 40,69       |  |
|                | Luc Corradi                   | PCF                 | 5 679        | 16,54        |             |             |  |
|                | Guy Alexandre                 | FN                  | 5 201        | 15,15        |             |             |  |
|                | Pascal Peiffert               | UDF                 | 2 526        | 7,36         |             |             |  |
|                | Bernard Thierry               | LO                  | 845          | 2,46         |             |             |  |
|                | Élisabeth Leroy               | Divers              | 678          | 1,97         |             |             |  |
|                | Françoise Elcheroth           | MÉI                 | 637          | 1,86         |             |             |  |
|                | Rachid Bahloul                | Pôle républicain    | 494          | 1,44         |             |             |  |
|                | Virginie Barlemont            | MNR                 | 489          | 1,42         |             |             |  |
|                | Françoise Kral                | PT                  | 303          | 0,88         |             |             |  |
|                | José Cita                     | MPF                 | 250          | 0,73         |             |             |  |
|                | Agnès Farkas                  | Divers              | 161          | 0,47         |             |             |  |
|                |                               |                     |              |              |             |             |  |
| Inscrits       | Inscrits                      | Inscrits            | 69 017       | 100,00       | 69 005      | 100,00      |  |
| Abstentions    | Abstentions                   | Abstentions         | 33 892       | 49,11        | 37 668      | 54,59       |  |
| Votants        | Votants                       | Votants             | 35 125       | 50,89        | 31 337      | 45,41       |  |
| Blancs et nuls | Blancs et nuls                | Blancs et nuls      | 795          | 2,26         | 1 576       | 5,03        |  |
| Exprimés       | Exprimés                      | Exprimés            | 34 330       | 97,74        | 29 761      | 94,97       |  |

Le suppléant de Michel Liebgott était Jacky Aliventi, maire de Boulange, ancien tailleur, élu conseiller général du canton de Fontoy en 2004.

### Élections de 2007
| Candidat       | Candidat                      | Parti          | Premier tour | Premier tour | Second tour | Second tour |  |
| Candidat       | Candidat                      | Parti          | Voix         | %            | Voix        | %           |  |
| -------------- | ----------------------------- | -------------- | ------------ | ------------ | ----------- | ----------- |  |
|                | Michel Liebgott sortant réélu | PS             | 11 744       | 35,98        | 18 874      | 56,1        |  |
|                | Christine Ferrari             | UMP            | 11 320       | 34,68        | 14 772      | 43,9        |  |
|                | Roger Tirlicien               | PCF            | 2 209        | 6,77         |             |             |  |
|                | Michel Monpeurt               | FN             | 1 500        | 4,6          |             |             |  |
|                | Samuel Zonato                 | UDF–MoDem      | 1 454        | 4,46         |             |             |  |
|                | Odile Vincent-Falquet         | LCR            | 951          | 2,91         |             |             |  |
|                | Jean-Luc Mazzilli             | Les Verts      | 913          | 2,8          |             |             |  |
|                | Guy Alexandre                 | Extrême droite | 564          | 1,73         |             |             |  |
|                | Bernard Thierry               | LO             | 522          | 1,6          |             |             |  |
|                | Marie-Michèle Blimer          | MPF            | 506          | 1,55         |             |             |  |
|                | Michel Jakubczyk              | PT             | 324          | 0,99         |             |             |  |
|                | Oonagh Weldon                 | MÉI            | 256          | 0,78         |             |             |  |
|                | Alain Hugel                   | MNR            | 223          | 0,68         |             |             |  |
|                | Serge Guersing                | Divers         | 151          | 0,46         |             |             |  |
|                |                               |                |              |              |             |             |  |
| Inscrits       | Inscrits                      | Inscrits       | 70 850       | 100,00       | 70 846      | 100,00      |  |
| Abstentions    | Abstentions                   | Abstentions    | 37 570       | 53,03        | 36 340      | 51,29       |  |
| Votants        | Votants                       | Votants        | 33 280       | 46,97        | 34 506      | 48,71       |  |
| Blancs et nuls | Blancs et nuls                | Blancs et nuls | 643          | 1,93         | 860         | 2,49        |  |
| Exprimés       | Exprimés                      | Exprimés       | 32 637       | 98,07        | 33 646      | 97,51       |  |

#### Département de la Moselle
- La fiche de l'INSEE de cette circonscription : « Tableaux et Analyses de la dixième circonscription de la Moselle », sur insee.fr, site de l'Institut national de la statistique et des études économiques (consulté le 10 juin 2007) [PDF]

- « Tous les députés du département de la Moselle depuis 1789 », sur assemblee-nationale.fr, site de l'Assemblée nationale française (consulté le 10 juin 2007)

- « Informations contentieuses sur le département de la Moselle (Élections législatives de 2002) »(Archive.org • Wikiwix • Archive.is • Google • Que faire ?), sur conseil-constitutionnel.fr, site du Conseil constitutionnel (consulté le 13 juin 2007)

#### Circonscriptions en France
- « Carte des circonscriptions législatives en France », sur assemblee-nationale.fr, site de l'Assemblée nationale française (consulté le 10 juin 2007)

- « Résultats électoraux officiels en France »(Archive.org • Wikiwix • Archive.is • Google • Que faire ?), sur interieur.gouv.fr, site du ministère de l'Intérieur (France) (consulté le 13 juin 2007)

- Description et Atlas des circonscriptions électorales de France sur http://www.atlaspol.com, Atlaspol, site de cartographie géopolitique, consulté le 13 juin 2007.